# طيران بترا
طيران بترا شركة طيران أردنية سابقة كانت مملوكة للقطاع الخاص، تأسست سنة 2005، وبدأت رحلاتها سنة 2011 وكانت الشركة تتبع لمجموعة رم، كانت تنظم الشركة رحلتين أسبوعياً إلى مطار جدة، بالإضافة إلى انها كانت تنظم عدة رحلات لكل من تركيا ومصر، في يناير من عام 2015 أعلن عن حصول العربية للطيران على نسبة 49% من أسهم الشركة واحتفاظ شركة رم بباقي الاسم 51% وتغير اسم الشركة ليصبح العربية للطيران فرع الأردن.

## الأسطول
- حصلت الشركة علي ألي طائراتها من طراز إيرباص إيه 320 عام 2010، وكانت تضم الشركة قبل دمجها طائرتين من طراز إيرباص إيه 320.[3]